# Miss You Love
Miss You Love är en låt av Silverchair. Låten återfinns på albumet Neon Ballroom från 1999, och finns även på singel. Singeln nådde nummer 17 på topplistan i Australien, men endast nummer 43 på topplistan i Nya Zeeland.
Bandets sångare och gitarist, Daniel Johns, skrev låten när han var deprimerad. Han sa att han ville ha en låt som folk skulle tro var om kärlek, när texten i själva verket är väldigt arg.